# اجاپاناهالی، مالور
اجاپاناهالی، مالور (به انگلیسی: Ajjappanahalli, Malur) یک منطقهٔ مسکونی در هند است که در کارناتاکا واقع شده‌است.